# Cooperite
La cooperite è un minerale da cui si ricava il platino.